# Comuna Vahnivți, Nova Ușîțea
Vahnivți (în ucraineană Вахнівці) este o comună în raionul Nova Ușîțea, regiunea Hmelnîțkîi, Ucraina, formată din satele Hubariv și Vahnivți (reședința).

## Demografie
Componența lingvistică a comunei Vahnivți
     Ucraineană (99,55%)
     Alte limbi (0,45%)
Conform recensământului din 2001, majoritatea populației comunei Vahnivți era vorbitoare de ucraineană (99,55%), existând în minoritate și vorbitori de alte limbi.